# Амброджо Лоренцети
Амбрòджо Лоренцèти (на италиански: Ambrogio Lorenzetti, * ок. 1290, Сиенa, Сиенска република, † 9 юни 1348, пак там) е италиански живописец, представител на Сиенската школа, по-малък брат на художника Пиетро Лоренцети (* ок. 1280, † 1348).

## Творчество
Датата на раждането на Амброджо Лоренцети, както и датата на раждане на неговия брат Пиетро, е неизвестна. Историците на изкуството я отнасят към 1290 г. В своите „Жизнеописания на най-прославените живописци“ Джорджо Вазари посвещава на Амброджо малка глава, описвайки го като човек с философска нагласа на ума, който „понася с дух умерено и спокойно доброто и злото, което му дарява съдбата“. Освен това Вазари пише, че Амброджо Лоренцети е почитан от съвременниците не само като художник, но и като литератор, че той постоянно общува с хора – учени и издигнати, и „по-скоро напомня на аристократ и философ, отколкото на художник…“

### Фрески в Палацо Публико
Най-известното произведение на Амброджо Лоренцети са фреските под общото название „Алегория на доброто и лошото управление в града и селото“ (1338-1339), които изписва в залата на Деветимата в сиенското кметство – Палацо Публико.
На фреската централните фигури олицетворяват Правителството на Комуната и Правосъдието със символичните за него везни. Те са обкръжени от фигури на добродетелите – справедливост, умереност, великодушие, мъдрост, смелост и миролюбие. Долу многофигурната композиция представя процесията на сиенските граждани, устремени към доброто управление, а срещу тях войници водят пленените врагове на Републиката.